# Les Affiches de la Haute-Saône
 (avril 2020).
Les Affiches de la Haute-Saône, du Territoire de Belfort et du Sud des Vosges généralement appelé Les Affiches de la Haute-Saône et connu simplement par Les Affiches, est un journal hebdomadaire d'information régionale dont la rédaction et les bureaux sont à Lure. Le journal a été fondé en 1835 ou 1868 sous le titre Les Petites Affiches, journal de l'arrondissement de Lure ; il parait sous sa forme actuelle depuis 1944. Il ne doit pas être confondu avec Les Petites Affiches du département de la Haute-Saône, créé en 1808 à Vesoul et qui est devenu en 1810 Le Journal du département de la Haute-Saône.
Une part importante de sa renommée provient de ses annonces légales et des petites annonces à déposer avant le mercredi 10 h. Mis en vente sur toute la Haute-Saône, le Sud des Vosges et une partie de l’aire urbaine à partir du jeudi matin (vendredi pour les abonnés), il est entièrement imprimé en couleur. Il comporte non seulement des informations régionales et des annonces mais aussi une rubrique littéraire,.